# Łagówek
Łagówek (prononciation : [waˈɡuvɛk]) est un village polonais de la gmina de Łagów dans le powiat de Świebodzin de la voïvodie de Lubusz dans l'ouest de la Pologne.
Le village comptait approximativement une population de 339 habitants en 2010.

## Histoire
Après la Seconde Guerre mondiale, avec la mise en œuvre de la ligne Oder-Neisse, le village est intégré à la République populaire de Pologne. La population d'origine allemande est expulsée et remplacée par des polonais.
De 1975 à 1998, le village appartenait administrativement à la voïvodie de Zielona Góra.

Depuis 1999, il appartient administrativement à la voïvodie de Lubusz